# Anne Curtis
Anne Curtis est une actrice, mannequin, animatrice de télévision, entrepreneuse et artiste philippino-australienne. Elle a reçu de nombreuses récompenses au cours de sa carrière, notamment deux prix FAMAS, un prix Luna, deux récompenses obtenues au Metro Manila Film Festival et cinq prix PMPC Star pour la télévision (en) En outre, elle a également été nommée pour deux prix Gawad Urian (en) et huit PMPC Star Awards pour le cinéma (en).

## Biographie
Anne Curtis est mariée au frère de Solenn Heussaff,.

## Filmographie sélective
- Just a Stranger
- Aurora
- Baler (film) (en)
- No Other Woman (en)
- A Secret Affair (en)

## Discographie
- Annebisyosa (en)